# Erannis destrigaria
Erannis destrigaria là một loài bướm đêm trong họ Geometridae.